# Liparis cinnabarina
Liparis cinnabarina är en orkidéart som beskrevs av Johannes Jacobus Smith. Liparis cinnabarina ingår i släktet gulyxnen, och familjen orkidéer. Inga underarter finns listade i Catalogue of Life.